# MIDAS 4
MIDAS 4 – amerykański satelita obrony przeciwrakietowej. Czwarty statek wysłany w ramach programu MIDAS (ang. Missile Defense Alarm System, czyli system ostrzegawczy obrony rakietowej) należącego do US Air Force. MIDAS 4 prowadził testy związane z obserwacjami Ziemi w promieniach podczerwonych w celu wykrywania startów radzieckich rakiet balistycznych. Pracował jedynie siedem  dni, gdyż z czterech paneli ogniw słonecznych działał tylko jeden. Statek przestał działać po wyczerpaniu się akumulatorów. Po raz pierwszy opublikowano szczegółowe informacje o skuteczności działania czujników podczerwieni. Czujniki te miały ujawnić m.in. fakt startu rakiety  Titan z Przylądku Kennedy’ego w 90 sekundzie po jej starcie.

Z pomocą satelity próbowano zrealizować projekt West Ford – stworzenia wokół Ziemi pierścienia z miedzianych igiełek dla zbadania odbijania się fal radiowych od takiego „zwierciadła“. Miały one zostać wyrzucone równomiernie na prawie kołową orbitę na wysokości około 3360 km i utworzyć pierścień o szerokości 8 i grubości 40 kilometrów. Eksperyment nie udał się.  

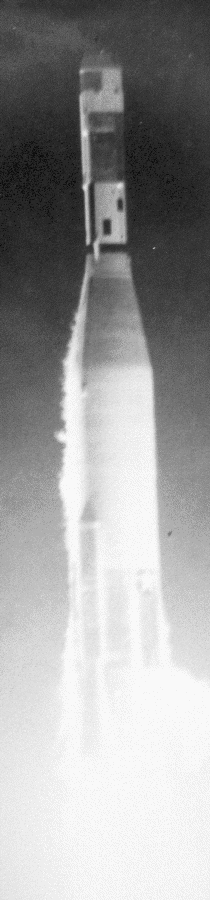
Rakieta Atlas Agena B z satelitą MIDAS 4 na pokładzie

Statek pozostaje na orbicie okołoziemskiej, której żywotność szacowana jest na 100 tysięcy lat.
Skonstruowała go firma Lockheed Missiles and Space Division (obecnie Lockheed Martin Missiles and Space), w ramach rządowego kontraktu.

## Ładunek
- Monitor promieniowania kosmicznego
- Transponder systemu geodezyjnego SECOR (ang. SEquential COllation of Range)
- Radiometr (masa 1,68 kg)

Radiometr skanujący był zdolny do mierzenia emisji termicznej Ziemi i promieniowania słonecznego odbitego od powierzchni Ziemi. Radiometr składał się m.in. z: układu optycznego i filtrów umieszczonych w wieżyczce; dwóch bolometrów (razem 175 detektorów PbS): czułego na promieniowanie termiczne, 3,5–30 μm, i czułego na światło widzialne i bliską podczerwień, 0,2–4,5 μm; systemu telemetrii. Każdy detektor miał pole widzenia około 5 stopni. Taki sam przyrząd poleciał na satelitach MIDAS 3 i MIDAS 5, z takim wyjątkiem, że ten wyposażony był w obrotowe zwierciadło pozwalające skanować Ziemię od horyzontu do horyzontu; wyprodukowany przez Baird-Atomic Inc. (obecnie Baird Corporation).
- West Ford 1. Eksperyment był przedmiotem ostrej krytyki wielu uczonych z różnych krajów, z uwagi na możliwe zakłócenie łączności radiowej i optycznych badań astronomicznych.